# أياز مطلبوف
إياز نيازي أوغلي مطلبوف (بالأذرية: Ayaz Niyazi oğlu Mütəllibov) مواليد 12 مايو 1938 في باكو، جمهورية أذربيجان السوفيتية الاشتراكية، الاتحاد السوفيتي، هو رئيس أذربيجان الأول.

## روابط خارجية
- أياز مطلبوف على موقع الموسوعة البريطانية (الإنجليزية)
- أياز مطلبوف على موقع مونزينجر (الألمانية)